# Westpoortweg

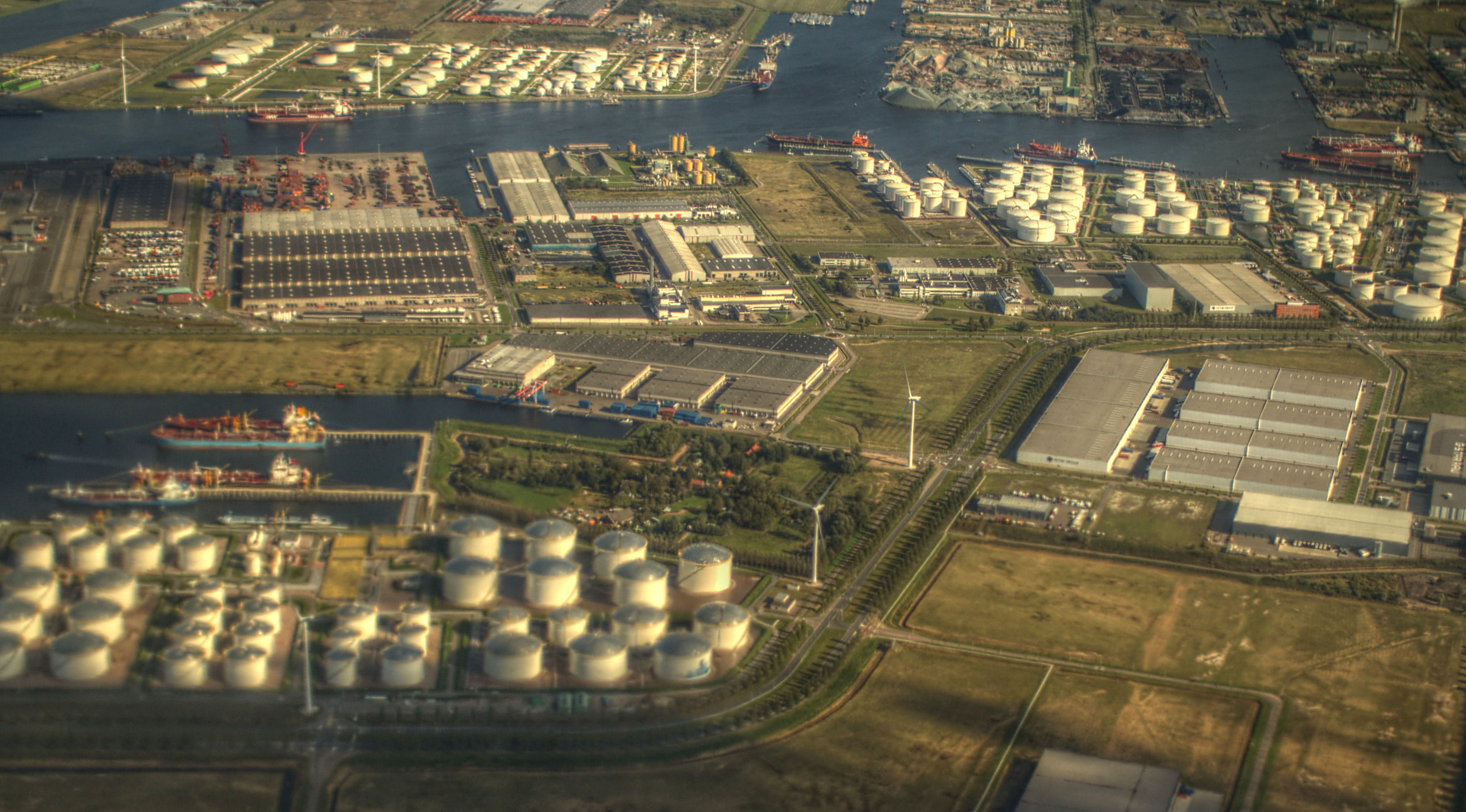
De Westpoortweg in het midden bij Ruigoord en de Afrikahaven

De Westpoortweg is een belangrijke doorgaande verbinding tussen Amsterdam Westpoort en het Noordzeekanaal en verder richting Velsen-Zuid. De weg ligt in het verlengde van Luvernes maar is feitelijk het verlengde van de Noordzeeweg die bij de kruising met Luvernes een bocht naar rechts maakt en daarna weer naar links. De weg loopt verder in een S-vorm langs de Amerikahaven evenwijdig aan het Noordzeekanaal en langs het kunstenaarsdorp Ruigoord. Voorbij de Afrikahaven loopt de weg weer in een S-vorm naar rechts om bij het Noordzeekanaal over te gaan in de Noordzeekanaaldijk.
In de jaren 1990 toen de Afrikahaven moest worden gegraven is de weg verlegd naar de westkant van de te graven haven in plaats van aan de oostkant. De weg is grotendeels voorzien van gescheiden rijbanen en heeft een brede middenberm. Aan de weg liggen ook een groot aantal olieopslagplaatsen.
Buslijn 382 van Connexxion rijdt over de gehele weg terwijl GVB lijn 231 alleen over het oostelijke gedeelte van de weg rijdt. De weg wordt veel door het vrachtverkeer gebruikt en er is een groene golf systeem in gebruik dat de verkeerslichten op elkaar afstemt.
De weg is vernoemd naar het bedrijventerrein Westpoort. 